# Jade Labastugue
Jade Labastugue, née le 20 juillet 2003 à Toulouse, est une coureuse cycliste française.

## Palmarès sur piste
- 2021
  -  Championne de France de l'omnium
  -  Championne de France de poursuite individuelle junior
  -  Médaillée d'argent du championnat du monde de poursuite par équipes junior
  -  Médaillée d'argent du championnat du monde de l'américaine junior
  - 2e du championnat de France du keirin junior
  - 2e du championnat de France du scratch junior
- 2022
  -  Championne de France de poursuite individuelle
  -  Championne de France de la course aux points
  -  Championne de France de l'omnium
  -  Championne de France de course à l'élimination
  -  Médaillée de bronze du championnat d'Europe de l'omnium espoir
- 2023
  -  Championne de France de poursuite par équipes (avec Clémence Chéreau, Léane Tabu, Aurore Pernollet, Violette Demay)
  - 2e de la poursuite individuelle
  - 2e de la course aux points
  - 3e de l'américaine

## Palmarès sur route

### Classements mondiaux
| Année                                 | 2022  |
| ------------------------------------- | ----- |
| Classement UCI                        | 1155e |
|                                       |       |
| Légende : nc = non classéSource : UCI |       |